# کبوتر میوه‌خوار ماریانا
کبوتر میوه‌خوار ماریانا با نام علمی Ptilinopus roseicapilla که به‌طور محلی در زبان کارولینیایی، موئیموه، در گوام توتوت و در جزایر ماریانای شمالی، پالومن توتوت نامیده می‌شود کبوترسانی کوچک از سردهٔ کبوتران میوه‌خوار و بومی جزایر ماریانای شمالی و گوام در اقیانوس آرام است.

## مشخصات
طول پرنده ۲۴ سانتی‌متر و پرهای آن سبز رنگ است. با این حال پرنده دارای پیشانی‌ای سرخ و سر، پشت و سینه‌ای خاکستری است و نقوش زیرشکمی و پرهای زیردمی زردرنگ دارد. در فصل جفتگیری پرندهٔ ماده یک تخم سفیدرنگ می‌گذارد و هر دو پرندهٔ نر و ماده به مراقبت از تخم و جوجه می‌پردازند. این پرنده همانگونه که از نامش بر می‌آید بیشتر از میوه‌ها تغذیه می‌کند.

## فرهنگ
کبوتر میوه‌خوار ماریانا یکی از نمادهای مهم منطقه است و پرندهٔ ملی جزایر ماریانای شمالی محسوب می‌شود. این پرنده در سال ۲۰۰۵ نبه عنوان نشان رسمی بازی‌های میکرونزی سایپان در سال ۲۰۰۶ انتخاب شد اما وبگاه این بازی‌ها به‌جای آن مرغی دریایی را به عنوان نماد رسمی بازی‌ها نمایش می‌دهد.

## وضعیت بقا
حیات کبوتر میوه‌خوار ماریانا به دلیل تخریب زیستگاه‌هایش مورد تهدید واقع شده و این پرنده در فهرست گونه‌های در خطر انقراض جای گرفته است. همچنین خطر بزرگتری نیز از جانب مار درختی قهوه‌ای که تصادفاً در زمان جنگ جهانی دوم به گوام آورده شده است کبوتر میوه‌خوار ماریانا را تهدید می‌کند. از آنجا که پرندگان بومی جزیره با این شکارچیان تازه‌وارد آشنایی نداشتند جمعیتشان بر اثر حملات مارهای درختی قهوه‌ای دچار تلفات شدیدی شد به‌طوری که نسل کبوتر میوه‌خوار ماریانا در گوام به‌طور کامل منقرض گردید. جمعیت این پرنده در جزایر دیگر نیز چندان زیاد نیست و در خطر انقراض قرار دارد بویژه که گسترش مارها به دیگر جزایر ماریانی شمالی نیز می‌تواند باز هم ویرانگر باشد. با توجه به وضعیت بقای این پرنده چندین باغ‌وحش دست به انجام برنامه‌های تولید مثل در اسارت زده‌اند و باغ وحش سنت لوئیز در سنت لوئیز میسوری یکی از موفق‌ترین آنها در این زمینه می‌باشد.

## نگارخانه

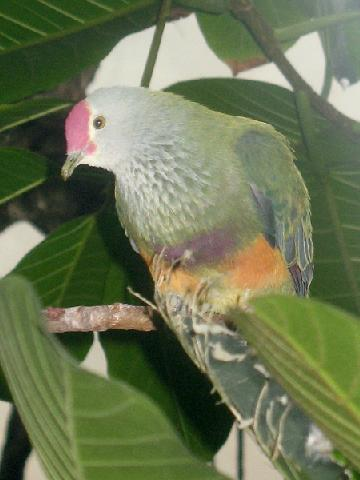